# La Poterie-au-Perche
La Poterie-au-Perche è un comune francese di 155 abitanti situato nel dipartimento dell'Orne nella regione della Normandia.

## Società

### Evoluzione demografica
Abitanti censiti